# 新潟県道469号北五泉停車場線
新潟県道469号北五泉停車場線（にいがたけんどう469ごう きたごせんていしゃじょうせん）は、新潟県五泉市を通る一般県道である。

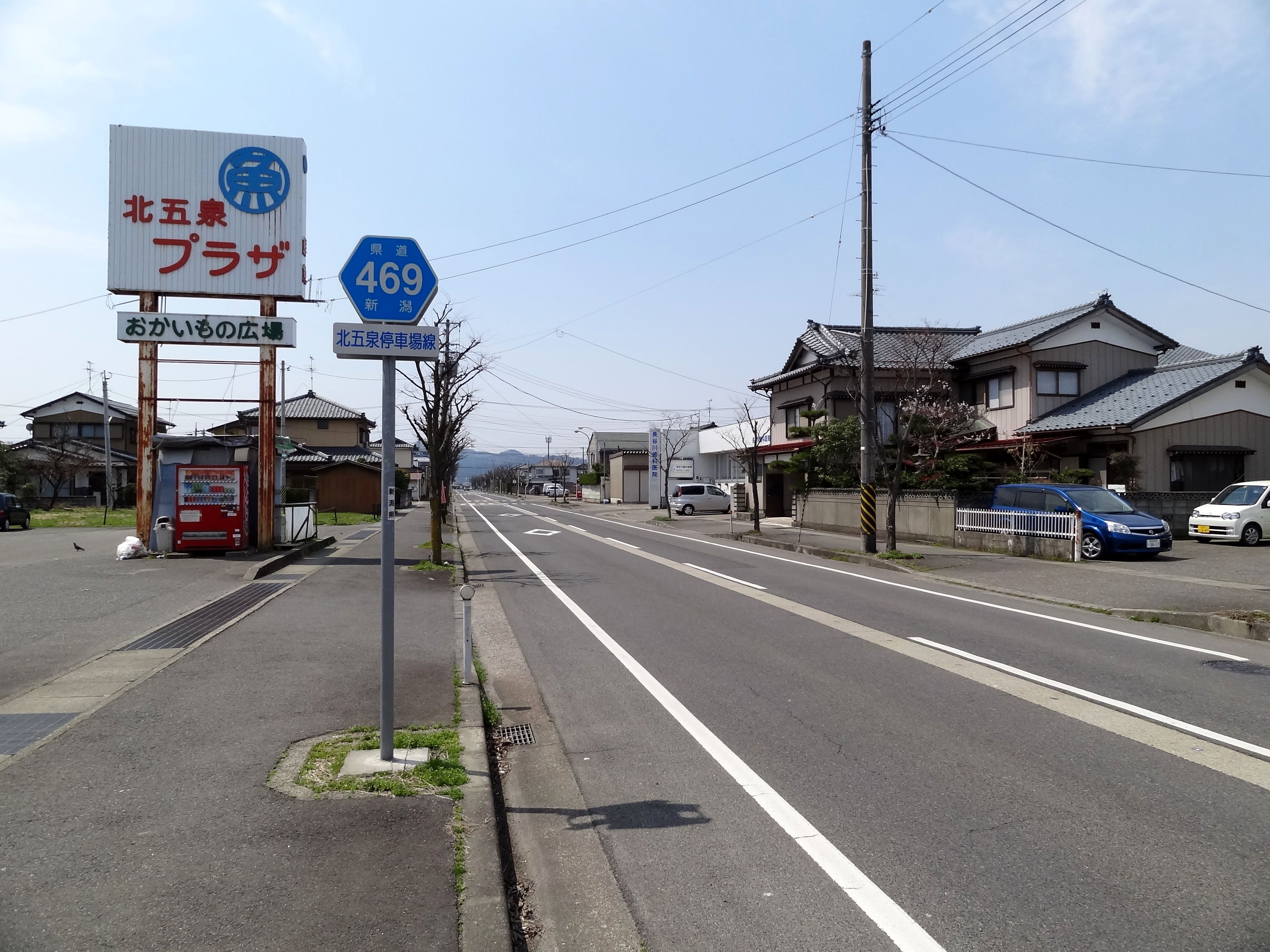
五泉市伊勢の川付近

## 路線概要
- 起点：五泉市北五泉駅前
- 終点：五泉市大川前

## 通過する自治体
- 新潟県
  - 五泉市

## 接続する主な道路
- 新潟県道7号新津村松線

## 沿線施設
- JR磐越西線北五泉駅

## 参考
- 県道一覧集 新潟県道［一般県道］